# Oskar Enkvist
Oskar Adolfovitch Enkvist, russe : Оскар Адольфович Энквист, né le 28 octobre 1849, décédé le 3 mars 1912 à Kronstadt, est un officier de marine russe. Il termine sa carrière au grade de vice-amiral. Il exerce la fonction de commandant du port et de la ville de Nikolaïev du 9 septembre 1902 au 26 avril 1904, et participe à la bataille de Tsushima les 27 mai et 28 mai 1905.

## Biographie

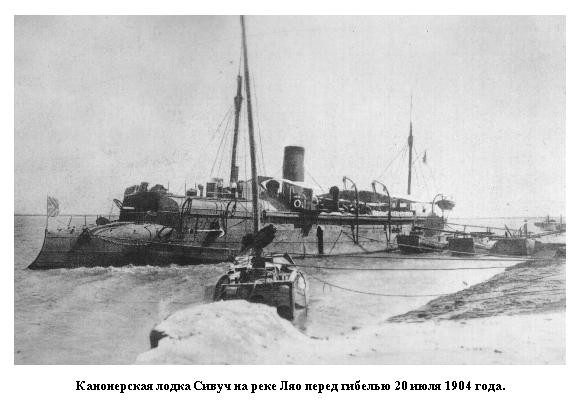
Canonnière Sivuch sur le fleuve Liao avant son sabordage le 20 juillet 1904.

En 1866, Oskar Adolfovitch Enkvist intègre les rangs de l'armée impériale de Russie. Il étudie au Corps naval des Cadets. Le 20 avril 1869, il est promu garde-marine (grade en vigueur dans la Marine impériale de Russie de 1716 à 1917). Le 17 mai 1871, il est élevé au grade d'adjudant et sert dans la Flotte de la mer Baltique de 1871 à 1874. Promu lieutenant de marine (30 avril 1874), à bord de la canonnière Sivuch (Construction le 15 avril 1884 - Lancement 21 juillet 1904 - Mis en service le 28 octobre 1884 - Sabordée le 20 juillet 1904) il dirigea une expédition en Extrême-Orient. Au cours du voyage il est élevé au grade de capitaine (deuxième rang - grade correspondant à celui de lieutenant dans l'infanterie ou l'armée de l'air). De retour en Russie le 28 octobre 1887 il fut transféré sur le Mémoire d'Azov, à bord de cette frégate il servit comme officier supérieur (9 avril 1888).

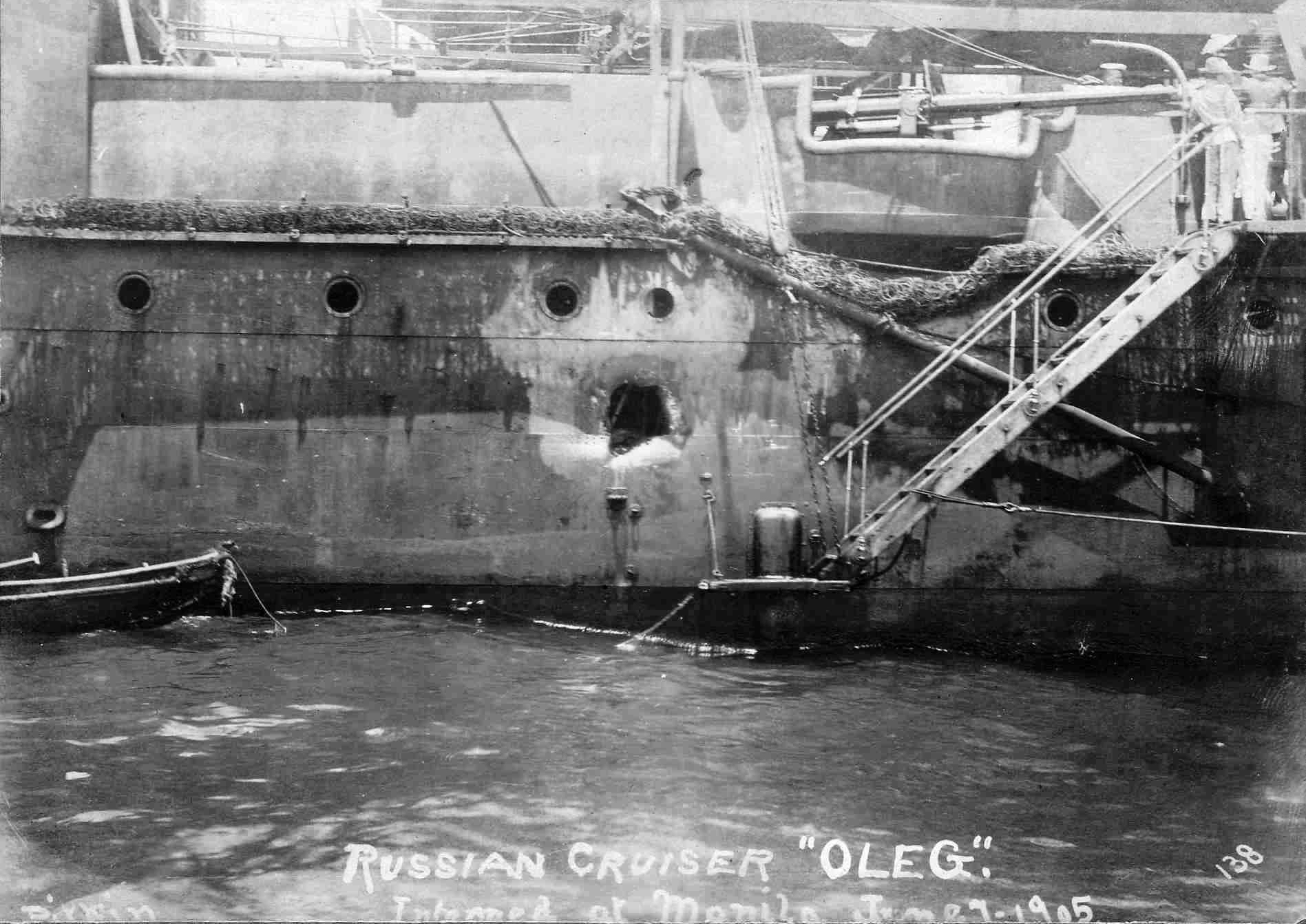
Le croiseur Oleg endommagé après la bataille de Tsushima (27 mai et 28 mai 1904)

Entre 1890 et 1891 Oskar Adolfovitch Enkvist entreprit une nouvelle expédition en Extrême-Orient. Du 27 mai 1891 au 21 septembre 1893 il exerça le commandement à bord de la canonnière Bobr (Construction janvier 1884 - Lancement le 10 avril 1885 - Mis en service le 20 décembre 1885 - retiré de la flotte en 1905) et dirigea des études hydrographiques au large des côtes coréennes. Le 6 décembre 1894 il fut nommé capitaine (premier rang - grade correspondant à celui de colonel dans l'infanterie ou l'armée de l'air).
Le 5 juin 1895, il est affecté sur le croiseur Le duc d'Edimbourg. Il commande ce bâtiment jusqu'au 7 juin 1899 (Construction 15 septembre 1870 - Lancement 29 août 1875 - Mis en service 1877 - Retiré de la flotte en 1945 - Démantelé en 1945).
Le 6 décembre 1901 Oskar Adolfovitch Enkvist est promu au grade de kontr-admiral. En cette qualité, le 9 septembre 1902, il remplit les fonctions de commandant du port et de la ville de Nikolaïev.

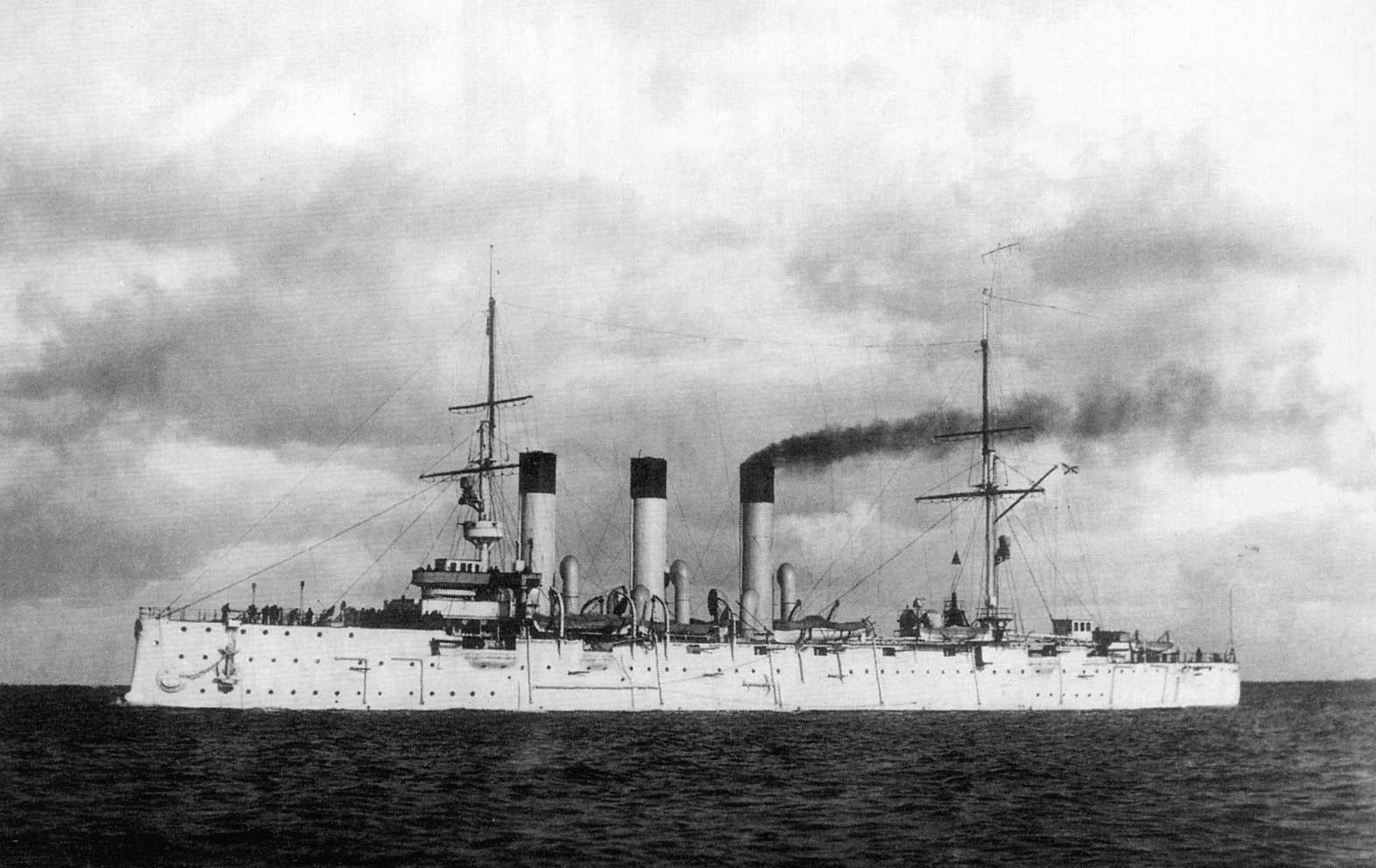
Aurora en 1903

Au cours de la Guerre russo-japonaise (1904-1905) Oskar Adolfovitch Enkvist servit à bord du croiseur Oleg placé sous les ordres de l'amiral Leonid Feodorovitch Dobrotvir. À la bataille de Tsushima, afin d'éviter la capture des trois croiseurs : Aurora, (Lancement le 24 mai 1900 - retiré de la flotte le 17 novembre 1948 - Navire musée depuis 1957), Jemtchoug et Oleg, le kontr-admiral trouva refuge dans la base navale américaine de Manille, il demeura dans ce port jusqu'à la fin de ce conflit. (Classe Bogatyr - Lancement le 17 août 1903 - Mis en service le 24 juin 1904 - Retiré de la flotte le 17 juin 1919 - démantelé en 1938).
Libéré, il réintégra les rangs de la Marine impériale de Russie. Le 10 novembre 1907, il est démis de ses fonctions au rang de vice-amiral.

### Décès et inhumation
Oskar Adolfovitch Enkvist décéda le 3 mars 1912 et est inhumé à Kronstadt.

## Distinctions de la Russie impériale
- 8 janvier 1890 : Ordre de Saint-Stanislas (deuxième classe)
- 1892 : Ordre de Sainte-Anne (deuxième classe)
- 1896 : Médaille commémorative en argent du règne d'Alexandre III de Russie
- 1897 : Ordre de Saint-Vladimir (quatrième classe avec ruban)
- 6 décembre 1899 : Ordre de Saint-Vladimir (troisième classe)
- 1er janvier 1904 : Ordre de Saint-Stanislas (première classe).

## Distinctions étrangères
- 1886: Chevalier de l'Ordre du Sauveur (Grèce)
- 1891: Ordre du Trésor sacré (Japon)
- 1897: Ordre de l'Aigle rouge (deuxième classe - Prusse)
- 1899: Commandeur de l'Ordre du Sauveur (Grèce)
- 1900: Croix de commandeur de l'Ordre des Saints-Maurice-et-Lazare (Sardaigne (Italie)
- 1902: Ordre du Soleil Levant (troisième classe - Japon).

### Sources et bibliographie
- (ru) Cet article est partiellement ou en totalité issu de l’article de Wikipédia en russe intitulé « Энквист, Оскар Адольфович » (voir la liste des auteurs).